# Trond Fylling
Trond Fylling (Langevåg, 10 gennaio 1962) è un allenatore di calcio ed ex calciatore norvegese, di ruolo centrocampista.

## Carriera

### Giocatore
Fylling giocò al Sogndal dal 1985 al 1987, per poi passare al Bryne. Nel 1989 tornò al Sogndal, per restarci fino al 1991. Nel 1992, infatti, fu in forza al Fjøra. Nel 1993, tornò ancora al Sogndal.

### Allenatore
Nel 1998, fu allenatore del Sogndal: quella stagione, la squadra chiuse l'Eliteserien all'ultimo posto e retrocesse nella 1. divisjon. Fylling tornò ad allenare il club nel 2005.